# Arno Klare
Arno Klare (nascido em 1 de fevereiro de 1952) é um político alemão. Nasceu em Oberhausen, na Renânia do Norte-Vestfália, e representa o SPD. Arno Klare é membro do Bundestag pelo estado da Renânia do Norte-Vestfália desde 2013.

## Vida
Ele tornou-se membro do bundestag após as eleições federais alemãs de 2013. É membro do Comité de Transporte e Infraestrutura Digital.